# کامی لاکور
کامی لاکور (به فرانسوی: Camille Lacourt) (زادهٔ ۲۲ آوریل ۱۹۸۵) شناگر اهل فرانسه است.